# Tony Giammalva
Tony Giammalva (Houston, 21 aprile 1958) è un ex tennista statunitense.
Anche suo padre Sam e suo fratello Sammy sono stati dei tennisti.

## Carriera
In carriera ha vinto quattro titoli di doppio. Nei tornei del Grande Slam ha ottenuto il suo miglior risultato raggiungendo le semifinali di doppio misto a Wimbledon nel 1984, in coppia con la connazionale Sharon Walsh.

## Statistiche

### Singolare

#### Finali perse (1)
| Numero | Anno           | Torneo               | Superficie  | Avversario in finale | Punteggio     |
| 1.     | 20 luglio 1980 | Swedish Open, Båstad | Terra rossa | Balázs Taróczy       | 3-6, 6-3, 6-7 |

### Doppio

#### Vittorie (4)
| Numero | Anno            | Torneo                   | Superficie | Compagno             | Avversari in finale             | Punteggio     |
| 1.     | 7 novembre 1982 | Baltimore WCT, Baltimora | Sintetico  | Anand Amritraj       | Vijay Amritraj Fred Stolle      | 7-5, 6-2      |
| 2.     | 1º maggio 1983  | Tampa Open, Tampa        | Sintetico  | Steve Meister        | Eric Fromm Drew Gitlin          | 3-6, 6-1, 7-5 |
| 3.     | 2 ottobre 1983  | Hawaiian Open, Maui      | Cemento    | Steve Meister        | Mike Bauer Scott Davis          | 6-3, 5-7, 6-4 |
| 4.     | 21 ottobre 1984 | Tokyo Indoor, Tokyo      | Sintetico  | Sammy Giammalva, Jr. | Mark Edmondson Sherwood Stewart | 7-6, 6-4      |

### Doppio

#### Finali perse (5)
| Numero | Anno           | Torneo                                     | Superficie  | Compagno             | Avversari in finale              | Punteggio     |
| 1.     | 27 luglio 1980 | Dutch Open, Hilversum                      | Terra rossa | Buster Mottram       | Tom Okker Balázs Taróczy         | 5-7, 3-6, 6-7 |
| 2.     | 23 agosto 1981 | Atlanta Open, Atlanta                      | Cemento     | Sammy Giammalva, Jr. | Fritz Buehning Peter Fleming     | 4-6, 6-4, 3-6 |
| 3.     | 4 aprile 1982  | Frankfurt Grand Prix, Francoforte sul Meno | Sintetico   | Tim Mayotte          | Steve Denton Mark Edmondson      | 7-6, 3-6, 3-6 |
| 4.     | 16 maggio 1982 | ATP Firenze, Firenze                       | Terra rossa | Sammy Giammalva, Jr. | Paolo Bertolucci Adriano Panatta | 6-7, 1-6      |
| 5.     | 18 luglio 1982 | Zell Am See WCT, Zell am See               | Terra rossa | Sammy Giammalva, Jr. | Wojciech Fibak Bruce Manson      | 7-6, 4-6, 4-6 |